# Мегдечешть
Мегдечешть (рум. Măgdăcești) — село у Кріуленському районі Молдови. Утворює окрему комуну.

## Населення
За даними перепису населення 2004 року у селі проживала 4601 особа.
Національний склад населення села:
| Національність       | Кількість осіб | Відсоток   |
| -------------------- | -------------- | ---------- |
| молдавани румуни     | 4232 326       | 92,0% 7,1% |
| росіяни              | 21             | 0,5%       |
| українці             | 15             | 0,3%       |
| гагаузи              | 2              | < 0,1%     |
| болгари              | 1              | < 0,1%     |
| інша / без відповіді | 4              | 0,1%       |
| Всього               | 4601           | 100%       |